# Roquecourbe
Roquecourbe é uma comuna francesa na região administrativa de Occitânia, no departamento de Tarn. Estende-se por uma área de 16,65 km². Em 2010 a comuna tinha 2 248 habitantes (densidade: 135 hab./km²).